# Florian Herrmann

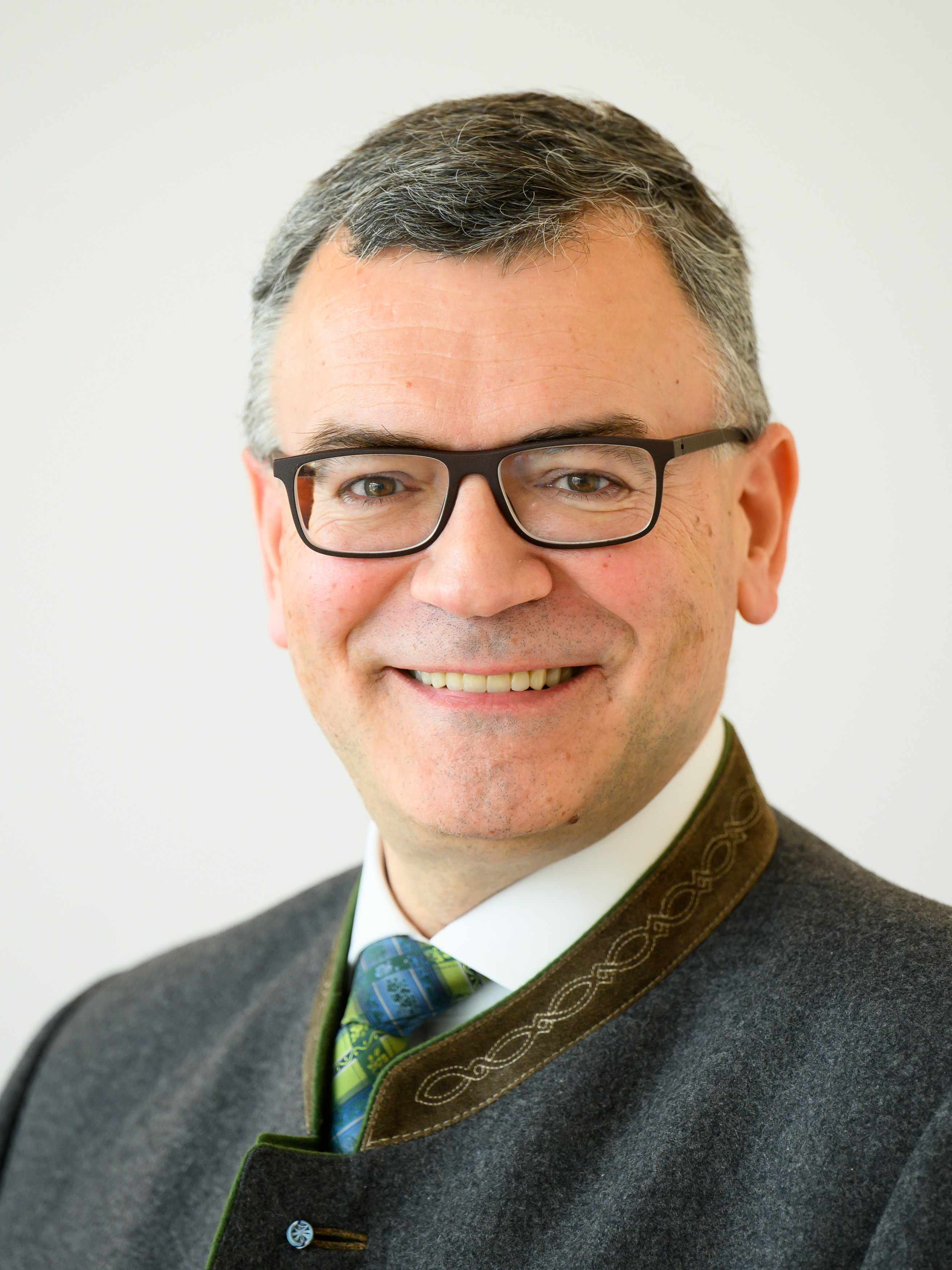
Florian Herrmann (2023)

Florian Herrmann (* 7. Dezember 1971 in Kelheim) ist ein deutscher Jurist und Politiker (CSU). Seit 2008 ist er Mitglied des Bayerischen Landtags, seit 2018 Leiter der Bayerischen Staatskanzlei und war von 2018 bis 2021 bayerischer Staatsminister für Bundes- und Europaangelegenheiten und Medien, seit 2021 ist er bayerischer Staatsminister für Bundesangelegenheiten und Medien.

## Leben

### Studium und Beruf
Nach dem Abitur 1991 am Dom-Gymnasium Freising studierte Herrmann Rechtswissenschaft an der Ludwig-Maximilians-Universität München, der Johann Wolfgang Goethe-Universität Frankfurt am Main und der Rheinischen Friedrich-Wilhelms Universität Bonn. 1996 legte er das Erste Juristische Staatsexamen in München mit Prädikat ab und absolvierte 1996/97 das Master of Laws (LL.M.)-Programm der University of Pennsylvania in Philadelphia (USA). Anschließend wurde er im Rahmen eines Forschungsprojektes der Deutschen Forschungsgemeinschaft bei Michael Stolleis an der Universität Frankfurt/Main und am Max-Planck-Institut für europäische Rechtsgeschichte in Frankfurt am Main über ein völkerrechtshistorisches Thema (Das Standardwerk. Franz von Liszt und das Völkerrecht) promoviert. Nach dem Rechtsreferendariat im Oberlandesgerichtsbezirk München legte er das Zweite Juristische Staatsexamen im Jahr 2001 mit Prädikat ab. Während des Studiums und der Promotion war Herrmann Stipendiat der Bischöflichen Studienförderung Cusanuswerk. 2001 wurde Herrmann als Rechtsanwalt zugelassen und arbeitete in einer Münchner Kanzlei, bis er 2003 eine wirtschaftsrechtlich ausgerichtete Kanzlei gründete.

### Politik

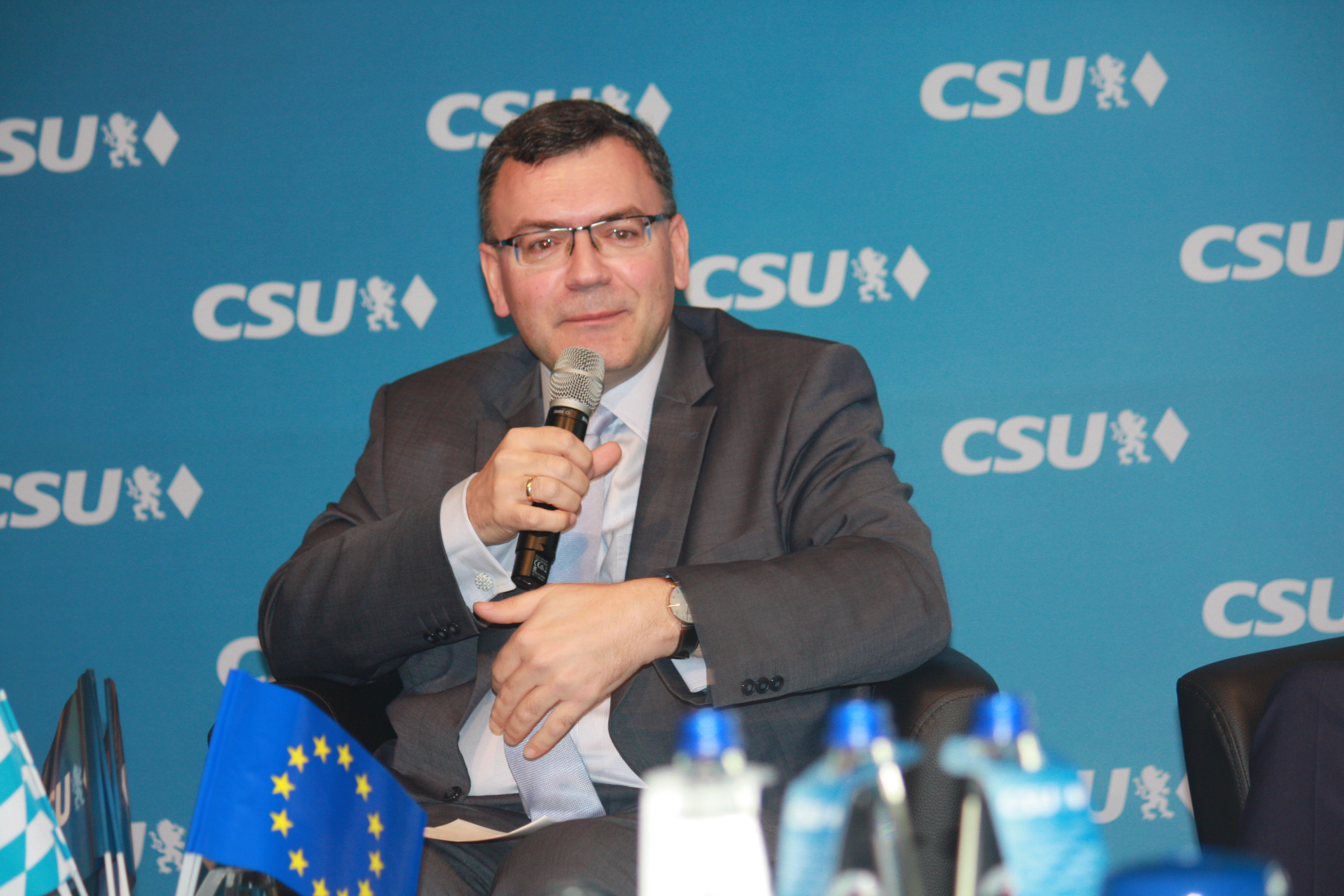
Florian Herrmann beim Europakongress des ASP (2019)

#### Partei
Herrmann trat 1998 in die Christlich-Soziale Union in Bayern ein. Seine politische Laufbahn begann er 1999 als Geschäftsführer des CSU-Ortsverbandes Freising. Er war von 2003 bis 2007 Ortsvorsitzender in Freising und stellvertretender Kreisvorsitzender. Seit 2007 ist er Kreisvorsitzender der CSU im Landkreis Freising. Herrmann war von 2013 bis 2021 oberbayerischer Bezirksvorsitzender des Arbeitskreises Polizei und Innere Sicherheit der CSU. Seit 2013 ist er auch Mitglied des Parteivorstands der CSU. Herrmann war zudem Vorsitzender der Medienkommission der CSU und ist derzeit Co-Vorsitzender der Filmkommission der CSU.

#### Kommunalpolitik
Herrmann ist seit 2002 Mitglied des Kreistages des oberbayerischen Landkreises Freising. Von 2006 bis 2018 war er Vorsitzender der CSU-Kreistagsfraktion. Bei der Kommunalwahl 2002 war er Kandidat der CSU für das Amt des Landrats.

#### Landtag
Seit der Landtagswahl in Bayern 2008 ist Herrmann direkt gewähltes Mitglied des Bayerischen Landtags für den Stimmkreis Freising als Nachfolger von Otto Wiesheu. In seiner ersten Legislaturperiode war er Mitglied im Ausschuss für Kommunale Fragen und Innere Sicherheit und im Ausschuss für Verfassung, Recht, Parlamentsfragen und Verbraucherschutz sowie in der Datenschutzkommission. Außerdem gehört er dem Untersuchungsausschuss BayernLB/HGAA an, dessen Vorsitzender er im März 2011 wurde, nachdem der bisherige Vorsitzende, Thomas Kreuzer, zum Staatssekretär im Bayerischen Kultusministerium berufen worden war. Von Dezember 2011 bis Oktober 2013 war er stellvertretender Vorsitzender des Ausschusses für Kommunale Fragen und Innere Sicherheit.
Er war Mitglied der 15. Bundesversammlung.
Ab April 2013 bis zu dessen Ende im Juli 2013 war er Vorsitzender des Untersuchungsausschusses zum Fall Gustl Mollath. Bei der Landtagswahl in Bayern 2013 verteidigte er seinen Stimmkreis. Anschließend wurde er zum Vorsitzenden des Ausschusses für Kommunale Fragen, Innere Sicherheit und Sport gewählt. In der CSU-Landtagsfraktion war er Mitglied des Fraktionsvorstandes, Vorsitzender des Arbeitskreises für Kommunale Fragen, Innere Sicherheit und Sport sowie innenpolitischer Sprecher der Fraktion. Er war außerdem stellvertretender Vorsitzender des Untersuchungsausschusses Modellbau. Er war Mitglied der 16. Bundesversammlung. Bei der Landtagswahl in Bayern 2023 verteidigte erneut seinen Stimmkreis.

#### Leiter der Staatskanzlei und Minister

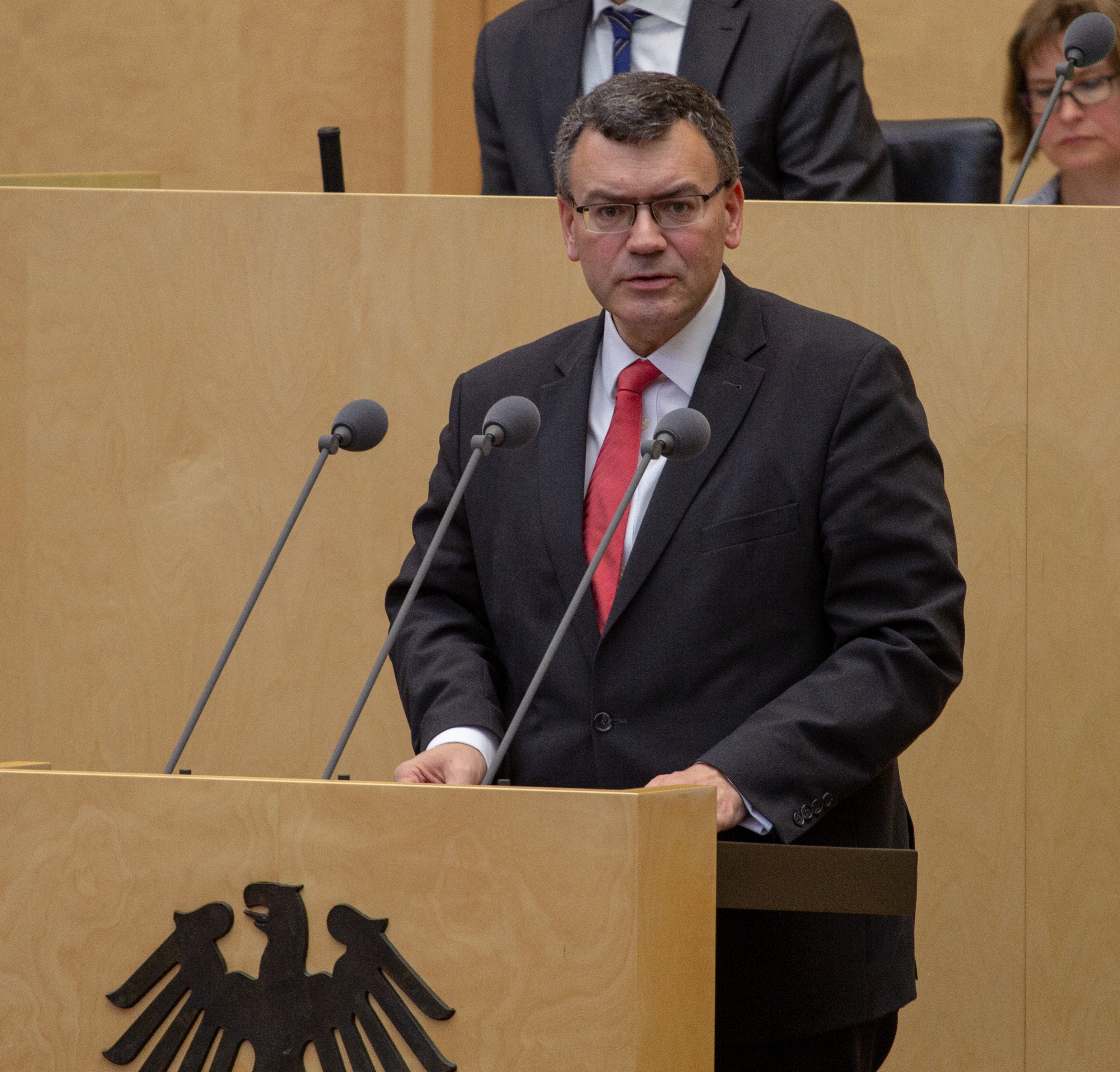
Florian Herrmann im Bundesrat, 2019

Zum 21. März 2018 wurde er von Ministerpräsident Markus Söder zum Leiter der bayerischen Staatskanzlei und Staatsminister für Bundesangelegenheiten in das bayerische Kabinett Söder I berufen. Seit 17. April 2018 ist er Mitglied des Bundesrates. Bei der Landtagswahl 2018 verteidigte er seinen Stimmkreis erneut. Am 12. November 2018 wurde er im Kabinett Söder II erneut in sein bisheriges Ministeramt berufen, das um die Zuständigkeiten für Europaangelegenheiten und Medien erweitert wurde. Seit 2018 ist er Mitglied der Parlamentarischen Versammlung der NATO. Er war von 2019 bis 2021 Vertreter Bayerns im Europäischen Ausschuss der Regionen. Nach der Ernennung von Melanie Huml zur Staatsministerin für Europaangelegenheiten und Internationales fiel seine Zuständigkeit für Europa weg. Am 8. November 2023 wurde er erneut zum Leiter der Staatskanzlei und Staatsminister für Bundesangelegenheiten und Medien in das Kabinett Söder III berufen.

### Zivilgesellschaftliches Engagement
Herrmann ist Mitglied in verschiedenen örtlichen Vereinen. Er war von 1985 bis 1996 ehrenamtlicher Organist in Giggenhausen. Von 2001 bis 2015 war er Kreisvorsitzender der Europa-Union im Landkreis Freising und ist seit 2005 stellvertretender Vorsitzender der Ausbildungsoffensive Freising e. V. Außerdem war er von 2008 bis 2018 ehrenamtlicher Bundesrechtswahrer des Bundes der Egerländer Gmoin e. V. 2009 wurde er in den Vorstand der Bürgerstiftung Freising gewählt, 2021 wechselte er in den Stiftungsrat. 2010 wurde er zum Vizepräsidenten der Landesverkehrswacht Bayern e. V. gewählt; von 2012 bis 2020 war er deren Präsident. Er war von 2013 bis 2022 Stiftungsrat der Stiftung Bildungszentrum der Erzdiözese von München und Freising. Seit 2016 ist Herrmann Mitglied der KBStV Rhaetia München. Seit 2019 ist er Mitglied des Kuratoriums der Hochschule für Philosophie, München. Seit 2023 ist Herrmann Mitglied des Beirats der Stiftung für Glaubensfreiheit und Sicherheit in Europa. 2023 wurde er zum Vorsitzenden des Katholischen Männervereins Tuntenhausen gewählt. Seit 2024 ist er Mitglied des Stiftungsrates und stellv. Vorsitzender des Stifterkreises der Stiftung Münchner Sicherheitskonferenz.

### Privates
Herrmann ist der Sohn des früheren Präsidenten der Technischen Universität München, Wolfgang Herrmann. Er ist römisch-katholisch und lebt mit seiner Frau Renate (Tochter des früheren Freisinger Oberbürgermeisters Dieter Thalhammer) in Freising.

## Auszeichnungen
- Kriminalehrenmarke des Bundes Deutscher Kriminalbeamter (BDK), Landesverband Bayern (2017)[32]
- Meritorious Public Service Medal der United States Army (2021)[33]
- Medaille für besondere Verdienste um die kommunale Selbstverwaltung in Bronze (2021)[34]
- Bayerischer Verdienstorden (2022)[35]

## Veröffentlichungen
- Hans Nawiasky, in: Hermann Nehlsen, Georg Brun (Hrsg.): Münchener rechtshistorische Studien zum Nationalsozialismus, 1996, S. 411, ISBN 3-631-30988-0
- Das Standardwerk. Franz von Liszt und das Völkerrecht, Baden-Baden, 2001, ISBN 3-7890-7296-6